# Sionistes Generals
Els Sionistes Generals (hebreu: הציונים הכלליים‎, transliterat: HaTsiyyonim HaKelalim) fou un partit polític que representava el centrisme dintre del moviment sionista a Israel. És un antecessor de l'actual partit Likkud.

## Història
Sionisme General fou inicialment el terme usat per a referir-se a les conviccions de la majoria dels membres de l'Organització Sionista que no es van sumar a una facció o partit i només pertanyien a organitzacions sionistes a nivell nacional El 1922, diverses agrupacions no alineades i individus van establir l'Organització General de Sionistes com un partit no ideològic en el si de l'Organització Sionista (més tard Organització Sionista Mundial) en un moment que el moviment sionista s'estava polaritzant entre el Sionisme laborista i el Sionisme revisionista. No obstant això, finalment el Sionisme General es va identificar amb els liberals de classe mitjana i la ideologia de la propietat privada i el capitalisme.
De 1931 a 1945 el moviment Sionista General es va dividir en dues faccions a causa de diferències sobre les qüestions socials, l'economia i les qüestions laborals (per exemple, la Histadrut). En els anys següents a l'establiment de l'Estat d'Israel el 1948, els Sionistes Generals van avançar cap a la dreta en oposició a l'hegemonia del Mapai i altres moviments del laborisme sionista en la política israeliana.

## Activitat política a Israel
Els Sionistes Generals van participar en les eleccions per al primer Kenésset el 1949. Van aconseguir el 5,2% dels vots i set escons, però no es van incloure en cap govern de coalició de David Ben-Gurion. Les eleccions de 1951 van suposar un gran èxit en guanyar 20 escons, convertint-se així en la segona major força a la Kenésset. El partit va ser ampliat poc després de les eleccions quan va fusionar el partit de les Comunitats Sefardita i Oriental i l'Associació Iemenita (encara que un membre de la Kenésset de l'Associació Iemenita es va aliar a l'esquerra novament abans que finalitzés el període de sessions). Tot i que no els van incloure en la coalició per al tercer govern, van ser inclosos en el quart govern després que Ben Gurion va separar els partits ultraortodoxos, Agudat Israel i Poalé Agudat Israel, per causa de la controvèrsia sobre l'educació religiosa que va derrocar l'anterior govern.
També van ser inclosos en el cinquè govern de Moshe Sharett, però no en el sisè. A les eleccions de 1955 va caure a 13 els escons del partit, i no van ser inclosos en el governs de coalició del tercer Kenésset. Una nova caiguda a vuit escons a les eleccions de 1959 i l'exclusió de la coalició va fer al partit repensar la seva estratègia. Finalment, el partit va decidir fusionar-se amb els 6 escons del Partit Progressista per a formar el Partit Liberal. El partit va ajudar a enderrocar el govern el 1961 quan al costat del Herut van presentar una moció de censura al govern per causa de l'afer Lavon.
A les eleccions de 1961 el nou Partit Liberal d'Israel va guanyar 17 escons, convertint-se en la tercera major força política de la Kenésset. Durant el període de sessions, deu diputats (en la seva majoria ex Sionistes Generals) es van fusionar amb la dreta de l'Herut para formar Gahal, mentre que els altres set (la majoria del Partit Progressista), van crear el partit Liberals Independents. Gahal més tard va esdevenir el Likkud.

## Knesset election results
| Elecció | Líder         | Vots    | %    | Posició | Escons   | +/− |
| ------- | ------------- | ------- | ---- | ------- | -------- | --- |
| 1949    | Israel Rokach | 22.661  | 5,2  | 5è      | 7 / 120  |     |
| 1951    | Israel Rokach | 111.394 | 16,2 | 2n      | 20 / 120 | 13  |
| 1955    | Israel Rokach | 87.099  | 10,2 | 3r      | 13 / 120 | 7   |
| 1959    | Yosef Sapir   | 59.700  | 6,2  | 5è      | 8 / 120  | 5   |